# Rewari (Rural)
Rewari (Rural) is een census town in het district Rewari van de Indiase staat Haryana. 

## Demografie
Volgens de Indiase volkstelling van 2001 wonen er 4453 mensen in Rewari (Rural), waarvan 54% mannelijk en 46% vrouwelijk is. De plaats heeft een alfabetiseringsgraad van 68%. 